# آتش‌سوزی سال ۲۰۰۲ میلادی در مدرسه دختران مکه
آتش‌سوزی سال ۲۰۰۲ میلادی در دبیرستان دخترانه شماره ۳۱ مکه آتش‌سوزی است که در دبیرستان دخترانه‌ای در مکه با حضور ۸۳۵ دختر و ۵۵ زن در تاریخ ۱۱ مارس ۲۰۰۲م روی داد. در ابتدا گفته می‌شد دلیل شروع آتش‌سوزی جرقهٔ سیم‌های برق بود اما در یک بررسی از طرف دولت عربستان می‌گوید که باقی‌ماندهٔ سیگار روشن که بر روی مجموعه‌ای از کاغذها افتاده شده عامل آتش‌سوزی بوده‌است. این حادثه منجر به کشته شدن ۱۵ دختر و مجروح شدن ۵۰ تن دیگر شد.
هیئت امر به معروف و نهی از منکر عربستان سعودی متهم است که با بستن درها بر روی دختران و جلوگیری از ورود گروه امداد و نجات به مدرسه به دلیل اینکه آن‌ها با آن دختران محرم نبودند و دختران «حجاب نپوشیده» بودند، باعث افزایش تعداد قربانیان این حادثه شده‌اند، این کار پلیس دینی عربستان انتقاداتی را ضد این گروه به همراه داشت.